# Енді Мекей
Енді Мекей (Andrew «Andy» Mackay; нар. 23 липня 1946, Лоствайтл, графство Корнуолл, Велика Британія) — англійський саксофоніст, піаніст, композитор.

## Біографія

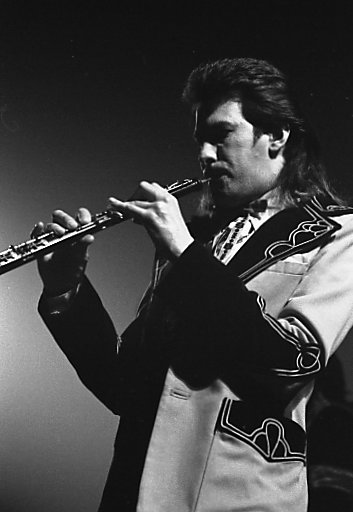
Massey Hall, Торонто, 1974

Свою кар'єру Енді Мекей розпочав, граючи класичну музику, однак незабаром дуже зацікавився роком. Ще під час навчання у «Reading University» він грав на саксофоні у ритм-енд-блюзовій формації The Nova Express, а пізніше, відгукнувшись на оголошення Браяна Феррі у музичній пресі, став учасником Roxy Music. Уже за півтора року цей гурт виявив себе як один з найперспективніших на британській рок-сцені, не в останню чергу завдяки захоплюючій грі на саксофоні Енді Мекея. Сам саксофоніст користувався такою великою популярністю та повагою, що 1974 року йому була надана можливість записати сольний альбом. На своєму дебютному лонгплеї «In Search Of Eddie Riff», який автор записав за допомогою Браяна Іно, Едді Джобсона, Пола Томпсона та Джона Портера, Мекей запропонував інструментальну музику. Альбом складався з власних рок-творів, нових версій «What Becomes Of The Broken Hearted» Джиммі Раффіна та «The Long & Winding Road» The Beatles, а також адаптацій класичної музики — «An Die Musik» Шуберта та «Ride Of The Valkyries» Вагнера.
Під час перерви у діяльності Roxy Music (1976—1978) Мекей скомпонував музику до телевізійного серіалу «Rock Follies», а також співпрацював з Джоном Кейлом, Mott, The Hoople, Pavlov's Dog та Eddie & The Hot Rods. 1978 року Мекей запропонував свою другу сольну роботу — знову інструментальний альбом «Resolving Conditions». Після остаточного розпаду Roxy Music Мекей разом з Філом Манзанера та вокалістом Джеймсом Рейтом утворив гурт The Explorers, однак записані ними альбоми продавалися не дуже добре.

## Дискографія

### Соло-альбоми
- In Search of Eddie Riff (1974)
- Resolving Contradictions (1978)
- SAMAS Music For The Senses (2004)

### Rock Follies
- Rock Follies (1976)
- Rock Follies of '77 (1977)

### The Explorers / Manzanera and Mackay
- The Explorers (1985)
- Crack The Whip (1988)
- Up In Smoke (Manzanera and Mackay) (1988)
- The Explorers Live at the Palace (1997)
- The Complete Explorers (2001)

### Andy Mackay & The Players
- Christmas (Players album) (1989)

### Andy Mackay & The Metaphors
- London! New York! Paris! Rome! (2009)